# Ageleradix cymbiforma
Ageleradix cymbiforma — вид аранеоморфних павуків родини Agelenidae.

## Поширення
Ageleradix cymbiforma поширений у провінції Сичуань у Китаї.